# Starglider
Starglider es un videojuego de simulación espacial con gráficos en 3D lanzado en el año 1986 por la compañía Rainbird. Fue creado por Argonaut Games, por el dueño de la empresa y además programador Jez San.

## Características
El juego fue inspirado en el videojuego que Jez San amaba: la versión Atari de Star Wars que salió en 1983. El juego era un simulador de vuelo de combate rápido en primera persona, con renderizado con coloridos vectores gráficos wireframe.
El juego transcurre en la superficie del planeta ocupado Novenia, y el objetivo del jugador es repeler la invasión de los Egron mecanizados. Para ello, el jugador pilota una nave de combate AGAV de alto rendimiento, la cual va armada con láseres y misiles guiados.
Starglider fue desarrollado por Argonaut Software para Commodore Amiga de 16 bits y para Atari ST. 
Rainbird encargó a Realtime Games las versiones de 8 bits para Amstrad CPC, Amstrad PCW y ZX Spectrum (128k, con una versión reducida de 48k, sin las voces ni las misiones especiales), y también la versión para PC con gráficos CGA. Solid Images se encargó de las versiones para Commodore 64 y Apple IIGS.
En la caja del juego se incluyó una novela de ciencia ficción de James Follett, describiendo el trasfondo del juego. La mayoría de las versiones incluían los samples de voz de la novela, de la empleada de Rainbird, Clare Edgeley.
La música del título de la versión de Amiga corrió a cargo de Dave Lowe, y contenía samples digitalizados como sonidos de instrumentos, antes de que se popularizase el uso de archivos de música MOD. Las versiones de Amiga y Atari ST contenían una canción de unos 15 segundos, un archivo PCM, con voces y sintetizadores. Una voz masculina cantaba "Starglider... by Rainbird".
En 1988 se publicó una secuela, llamada Starglider 2.

## Get Fresh
Se usó una versión limitada de Starglider en el programa infantil de sábado por la mañana Get Fresh, en su segmento "Get Mucky". Dos concursantes jugaban tres minutos en una versión del juego para el concurso, ganando el jugador con la puntuación más alta.